# (3346) Gerla
(3346) Gerla es un asteroide perteneciente al cinturón de asteroides, descubierto el 27 de septiembre de 1951 por Sylvain Julien Victor Arend desde el Real Observatorio de Bélgica, Uccle.

## Designación y nombre
Designado provisionalmente como 1951 SD. Fue nombrado Gerla en honor a la actriz británica Gertrude Lawrence, una vez fusionado su nombre y apellido.